# Паквуд (Вашингтон)
Паквуд (енгл. Packwood) насељено је место без административног статуса у америчкој савезној држави Вашингтон.

## Демографија
По попису из 2010. године број становника је 342.
| Група             | 2000.    | 2010.       |
| Белци             | 0 (0,0%) | 311 (90,9%) |
| Афроамериканци    | 0 (0,0%) | 0 (0,0%)    |
| Азијати           | 0 (0,0%) | 2 (0,6%)    |
| Хиспаноамериканци | 0 (0,0%) | 21 (6,1%)   |
| Укупно            | 0        | 342         |